# Bob Lemieux
Robert Lemieux (Montréal, 16 dicembre 1944 – Montréal, 9 maggio 2025) è stato un hockeista su ghiaccio e allenatore di hockey su ghiaccio canadese.

## Carriera
Bob Lemieux crebbe giocando per tre stagioni nella formazione giovanile dell'Ontario Hockey Association affiliata ai Montreal Canadiens. Nella stagione 1962-63 fu prestato per una partita a un farm team della Eastern Professional Hockey League, lega professionistica minore canadese.
La sua prima stagione completa fra i professionisti fu quella 1965-66 con i Muskegon Mohawks, squadra della International Hockey League. Alla fine dell'anno fu incluso nel First All-Star Team e vinse il Governor's Trophy come miglior difensore della lega.
Dopo un anno in Western Hockey League con i Seattle Totems nell'estate del 1967 durante l'NHL Expansion Draft Lemieux fu scelto dagli Oakland Seals, una delle sei nuove franchigie della National Hockey League. Con i Seals disputò solo 19 partite, militando soprattutto in WHL con i Vancouver Canucks. A causa dei numerosi infortuni subiti si ritirò dall'attività agonistica nel 1970.
Nel decennio successivo fu capo allenatore di alcune formazioni professionistiche in Central Hockey League, American Hockey League e International Hockey League.

## Palmarès

### Club
- Lester Patrick Cup: 3

Seattle: 1966-1967
Vancouver: 1968-1969, 1969-1970

### Individuale
- Governor's Trophy: 1

1965-1966
- IHL First All-Star Team: 1

1965-1966